# STS-99
STS-99 e деветдесет и седмата мисия на НАСА по програмата Спейс шатъл и четиринадесети полет на совалката Индевър. Това е мисия по програма SRTM (от английски: Shuttle Radar Topography Mission) – радарно топографско заснемане повърхността на Земята.

## Екипаж
| Пост                                               | Астронавт                                  |
| -------------------------------------------------- | ------------------------------------------ |
| Командир                                           | Кевин Крегел четвърти космически полет     |
| Пилот                                              | Доминик Гори втори космически полет        |
| Специалист на мисията 1                            | Герхард Тиле (ESА) първи космически полет  |
| Специалист на мисията 2                            | Джанет Каванди втори космически полет      |
| Специалист на мисията 3 Командир на полезния товар | Джанис Вос пети космически полет           |
| Специалист на мисията 4                            | Мамору Мори (NASDA) втори космически полет |

- Първоначално полет STS-99 е планиран по програмата за строителството на МКС (полет 6А). По-късно е изпълнена като STS-100;
- До официалното обявяване на екипажа, подготовка с него води и астронавтката Мери Уебър, летяла на STS-101;
- Броят на полетите е преди и включително тази мисия.

## Полетът
Програмата е съвместна на НАСА и Националната агенция по картография към Министерството на отбраната на САЩ. Получената информация е с научно и гражданско приложение (но най-вече в интерес на военните). Освен това в проекта вземат участие и Германския аерокосмически център (DLR) и Италианската космическа агенция (ASI).
Първото радиолокационно заснемане от борда на совалка е извършено през ноември 1981 г. по време на мисия STS-2, но то обхваща само около 30 % от повърхността. През 1995 г. Лабораторията за реактивно движение (JPL) предлага на Националната агенция по картография към Министерството на отбраната на САЩ съвместно финансиране на още една радарна мисия. Предвидено е използване на интерферометрично заснемане и изграждане на много точна цифрова карта на релефа на 80 % от земната суша с разделителна способност от 30 метра. Този проект се нарича SRTM. Министерството на отбраната е можело да използва и специализирани спътници и да получи изображения с разделителна способност в рамките на 10 – 20 м, но вариантът със совалка на НАСА е около три пъти по-евтин и по-бърз във времето. На 8 юли 1996 г. НАСА и Министерството на отбраната подписват споразумение и през август започва реализацията на проекта.
Радиолокационният комплекс SRTM има обща маса около 13 600 кг и включва два интерферометрични радиолокатора със синтезирана апертура. Самата система се състои от три компонента: основна антена в товарния отсек на совалката, разгъваема ферма ADAM (от английски: Able Deployable Articulated Mast) и разположената на нейния край външна антена. ADAM има 87 секции и обща дължина 60,95 метра, и до 2000 година е най-дългата твърда конструкция, извеждана в космоса.
Това е последният самостоятелен полет на совалката. Всички останали мисии са свързани със скачване с МКС.

## Параметри на мисията
- Маса:
  - При излитането: 116 376 кг
  - При кацането: 102 363 кг
  - Маса на полезния товар: 13 154 кг
- Перигей: 224 км
- Апогей: 242 км
- Инклинация: 57,0°
- Орбитален период: 89,2 мин.